# Oriol Junqueras
Oriol Junqueras i Vies, né le 11 avril 1969 à Barcelone, est un homme politique et un historien espagnol, comptant parmi les dirigeants du mouvement indépendantiste catalan, membre et président de la Gauche républicaine de Catalogne (ERC).

## Carrière professionnelle
Il est professeur d'histoire moderne et contemporaine à l'université autonome de Barcelone.

## Carrière politique
Lors des élections européennes de juin 2009, il est élu au Parlement européen, où il siège au sein du groupe des Verts/Alliance libre européenne. Il est membre de la commission des pétitions, de la délégation pour les relations avec les pays du Mercosur et de la délégation à l'Assemblée parlementaire euro-latino-américaine. Le 31 décembre 2011, il démissionne de son siège où il est remplacé par Ana Miranda du Bloc nationaliste galicien, en raison de l'accord au sein de la coalition Europe des Peuples - les Verts.
Le 11 juin 2011, il est élu maire de Sant Vicenç dels Horts. Réélu en mai 2015, il quitte ses fonctions en décembre de la même année.
En 2012, il est l'un des vingt et un députés de la Gauche républicaine élus lors des élections au Parlement de Catalogne et devient chef de l'opposition en décembre de la même année. 
Candidat en cinquième position sur la liste Ensemble pour le oui dans la province de Barcelone, il est réélu avec trente et un de ses colistiers député au Parlement de Catalogne lors du scrutin du 27 septembre 2015. Le 14 janvier 2016, il devient vice-président du nouveau gouvernement catalan formé par Carles Puigdemont.

### Référendum sur l'indépendance
Le 9 juin 2017, le gouvernement de Carles Puigdemont annonce la date et la question du référendum d’indépendance. La loi est adoptée le 6 septembre avant d'être suspendue le 7 septembre par le Tribunal constitutionnel.
Le 8 septembre, le parquet supérieur de Catalogne se saisit et poursuit les membres du gouvernement régional et les membres du bureau du Parlement présidé par Carme Forcadell devant le tribunal supérieur de justice de Catalogne pour motifs de prévarication et de désobéissance ainsi que de détournement de fonds publics.

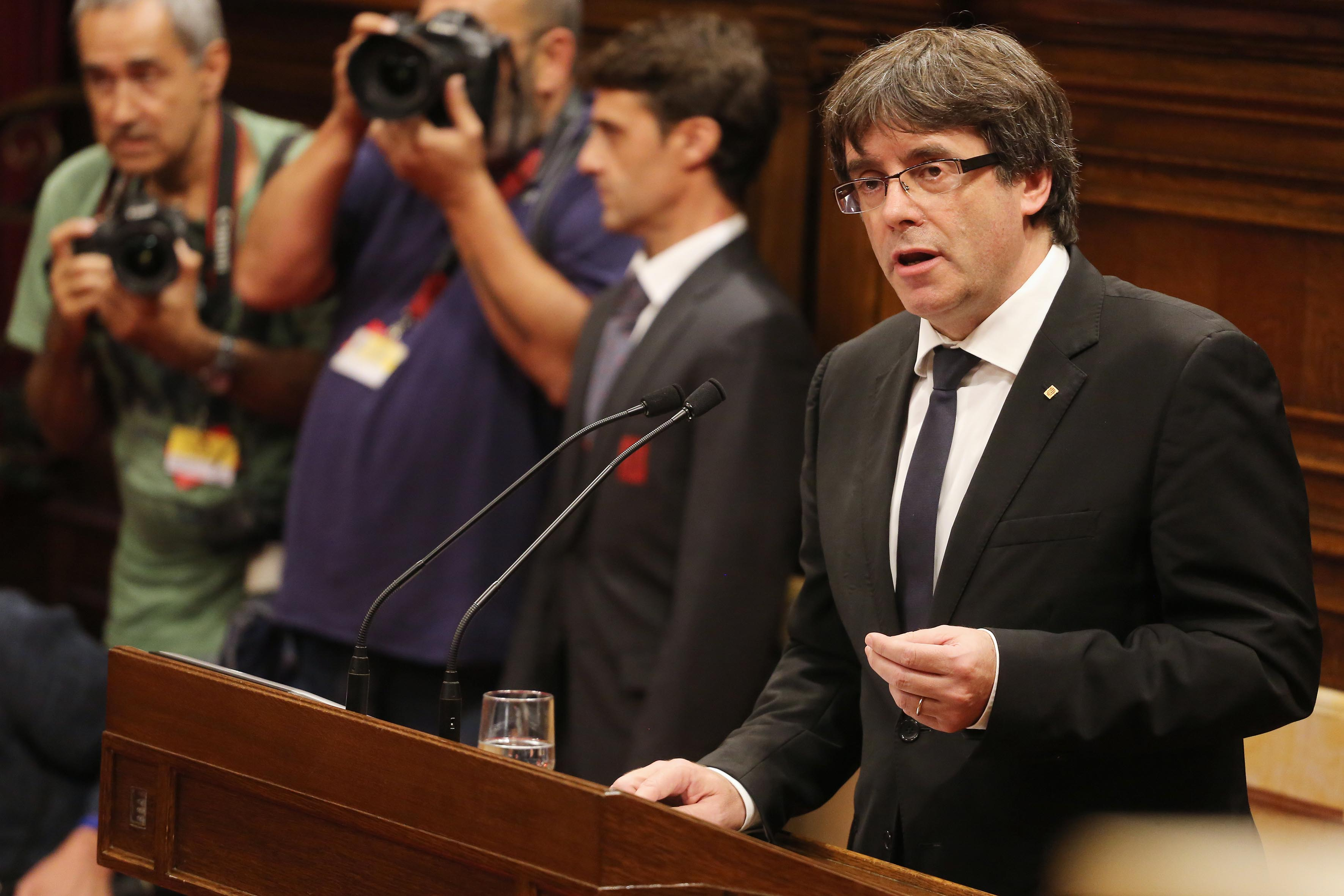
Carles Puigdemont intervient le 10 octobre 2017 devant le Parlement pour réagir au résultat du référendum d'indépendance.

Le 6 octobre, le gouvernement transmet au Parlement les résultats officiels du scrutin référendaire : les chiffres définitifs indiquent que 43,03 % des inscrits ont participé au vote, le « Oui » remportant 90,18 % des suffrages exprimés. 
Lors d'une intervention devant le Parlement réuni le 10 octobre, Puigdemont proclame que « avec les résultats du référendum, la Catalogne a gagné le droit d'être un État indépendant ». Peu après la fin de la séance, les députés indépendantistes signent une déclaration qui reconnaît « la République catalane comme État indépendant et souverain, fondé sur le droit, démocratique et social ». Bien que le texte n'y fasse pas référence, son application est suspendue en conséquence du discours de Puigdemont devant les parlementaires, « pour entreprendre un dialogue, arriver à une solution négociée pour avancer face aux demandes du peuple catalan ». 
Dès le lendemain matin, le conseil des ministres se réunit exceptionnellement et le président du gouvernement Mariano Rajoy annonce qu'il envoie à Puigdemont une « mise en demeure formelle » pour savoir si l'indépendance a été ou non déclarée, précisant qu'il s'agit d'une étape nécessaire « avant l'adoption par le gouvernement de toute mesure admise par l'article 155 de la Constitution », qui permet de suspendre l'autonomie de la Catalogne et de dissoudre le parlement et l'exécutif régionaux.
Le 21 octobre, Rajoy annonce qu'il recourt à l'article 155 pour revenir à la légalité et faire respecter le statut d'autonomie. Il demande au Sénat de destituer le gouvernement de Catalogne et d'organiser de nouvelles élections régionales dans les six mois. Le 27 octobre, l'intégralité du gouvernement est officiellement destituée, mais la première réunion du gouvernement de la République catalane autoproclamée et non internationalement reconnue a lieu le soir même.
Le 28 octobre, Puigdemont réagit depuis Gérone et appelle à « s'opposer démocratiquement » à la décision du gouvernement central, dénonçant une « agression préméditée à la volonté des Catalans » à laquelle il faut « infatigable esprit civique et pacifique » et assurant de sa « volonté est de continuer à travailler pour remplir [son] mandat démocratique ».

### Emprisonnement
Le 30 octobre 2017, d'après l'agence Efe, le président destitué et cinq de ses anciens conseillers se réfugient à Bruxelles via Marseille mais Oriol Junqueras n'en fait pas partie. Au contraire, il se rend à son bureau, au ministère de l'Économie.

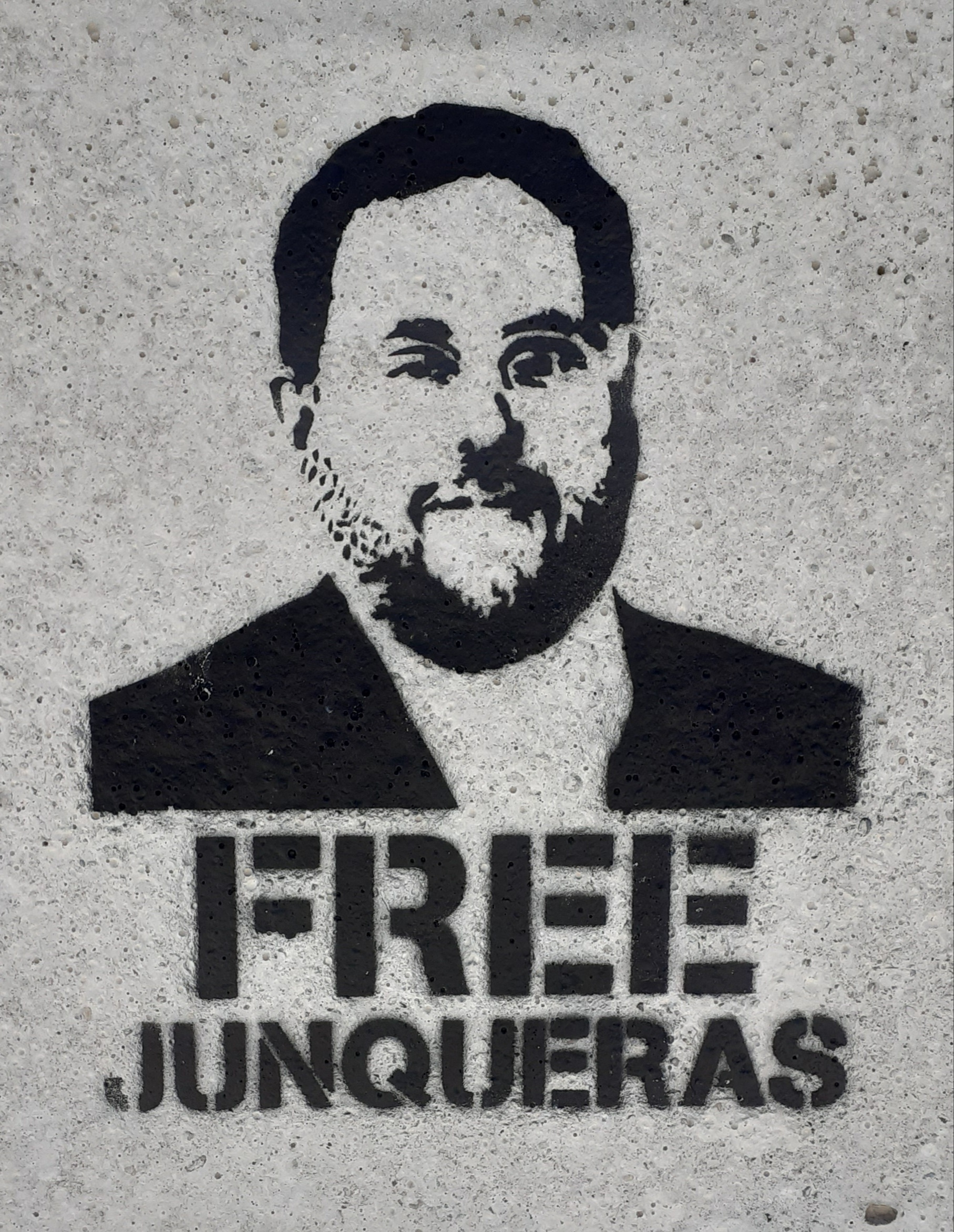
Pochoir réclamant la liberté d'Oriol Junqueras à Cervera

Le 2 novembre 2017, il comparaît devant l'Audience nationale en compagnie de huit membres du gouvernement destitué, tous poursuivis pour les délits de rébellion, sédition et malversation de fonds publics. À l'issue de leur comparution, la juge d’instruction ordonne leur placement en détention provisoire.
Le 4 juillet 2018, Oriol Junqueras, Raül Romeva, Jordi Sànchez et Jordi Cuixart sont transférés au centre pénitentiaire Lledoners situé dans la commune de Sant Joan de Vilatorrada à 3 km de Manresa.
Le 2 novembre 2018, le Parquet fait savoir qu'il requerra 25 ans d'emprisonnement pour délit de rébellion tandis que le Bureau de l'Avocat général de l'État annonce qu'il requerra douze ans de réclusion pour délit de sédition.
Au début de sa détention Amnesty International demande sa libération jugeant cette mesure « excessive » et « disproportionnée ». En mars 2019, 41 sénateurs français (sur 348) de la majorité et de l'opposition signent un manifeste demandant également une libération ; le gouvernement espagnol considère cette initiative comme étant le fruit d'une « désinformation orchestrée » par les indépendantistes. À travers leur avocat Ben Emmerson, Junqueras, Jordi Sanchez et Jordi Cuixart saisissent le groupe de travail de l'ONU sur les détentions arbitraires qui conclut par un rapport demandant leur libération immédiate avec indemnisation jugeant que leur détention aurait pour but d'infléchir leurs positions politiques. Le gouvernement espagnol répond le 31 mai qu'il considère que le groupe de travail a été manipulé par les indépendantistes catalans et demande la révocation de deux de ses membres pour « conflits d'intérêt [sic] » car par le passé ils auraient travaillé sur d'autres sujets sur lesquels travaillait également Ben Emmerson.
Il est de nouveau élu député européen lors des élections européennes du 26 mai 2019 en Espagne.
Le 14 octobre 2019, il est condamné par le Tribunal suprême à 13 ans de prison pour sédition et malversation, assortis de 13 ans d'inéligibilité. Le 19 décembre 2019 la Cour de justice de l'Union européenne décide qu'il bénéficie d'immunité parlementaire et doit être libéré.
Empêché par la Commission électorale centrale (JEC) de siéger au Parlement européen, son président, David Sassoli, annonce qu'il est officiellement déchu de ses droits de député européen le 10 janvier 2020 avec effet au 3 janvier à la suite de la publication par le Tribunal suprême de son maintien en détention et de son inéligibilité.
Il est libéré en juin 2021 en raison d'une grâce accordée par le gouvernement de Pedro Sánchez.
Il est réélu président de la Gauche républicaine le 14 décembre 2024 avec 52,2 % des voix.

## Publications
- (ca) Els catalans i Cuba, 1998.
- (ca) La batalla de l'Ebre. Història, paisatge, patrimoni, 1999.
- (ca) La presó Model de Barcelona, 2000.
- (ca) Manel Girona, el banc de Barcelona i el canal d'Urgell. Pagesos i burgesos en l'articulació del territori, 2003.
- (ca) Guerres dels catalans, 2003.
- (ca) Guerra, economia i política a la Catalunya de l'alta edat moderna, 2005.
- (ca) Economia i pensament econòmic a la Catalunya de l'alta edat moderna (1520-1630), 2006.
- (ca) Camí de Sicília, 2008.
- (ca) Les proclames de sobirania de Catalunya (1640-1939), 2009.